# Houses of the Holy (chanson)
 (février 2017).
Pour l'album de Led Zeppelin, voir Houses of the Holy.
Pistes de Physical Graffiti
In My Time of Dying
(3) Trampled Under Foot
(5)
Houses of the Holy est la quatrième chanson de Physical Graffiti, sixième album du groupe anglais Led Zeppelin sorti en 1975. Le titre est une chanson avec une ligne de basse très marquée alliée à un riff très distinctif de Jimmy Page. Pour faire l'introduction à la guitare et le « fade-out », Jimmy Page a utilisé un Delta T digital pour les effets de delay. 
En ce qui concerne les paroles de la chanson, il s'agit d'une ode aux concerts de Led Zeppelin, son titre, Houses of the Holy (littéralement « Les maisons du saint »), faisant référence aux salles de concert dans lesquelles le groupe a joué. Pourtant, cette chanson n'a jamais été jouée en concert.
Bien que le nom de cette chanson soit Houses of the Holy, le titre n'apparait pas dans l'album du même nom (Houses of the Holy).  Elle doit, à l’origine, être le titre principal de cet album, mais est finalement retirée car le groupe trouve qu'elle ne correspond pas à l'album. La chanson n'a pas besoin d'être remixée pour son ajout à Physical Graffiti, puisqu'elle a été entièrement mixée par l'ingénieur du son Eddie Kramer lors des sessions d'enregistrement aux studios Electric Lady en juin 1972.

## Sources (en anglais)
- Led Zeppelin: Dazed and Confused: The Stories Behind Every Song, par Chris Welch,  (ISBN 1-5602-5818-7)
- The Complete Guide to the Music of Led Zeppelin, par Dave Lewis,  (ISBN 0-7119-3528-9)